# Лихтенберг (лунный кратер)
Кратер Лихтенберг (лат. Lichtenberg) — небольшой молодой ударный кратер в западной части Океана Бурь на видимой стороне Луны. Название присвоено в честь выдающегося немецкого учёного и публициста Георга Кристофа Лихтенберга (1742—1799) и утверждено Международным астрономическим союзом в 1935 г. Образование кратера относится к коперниковскому периоду.

## Описание кратера

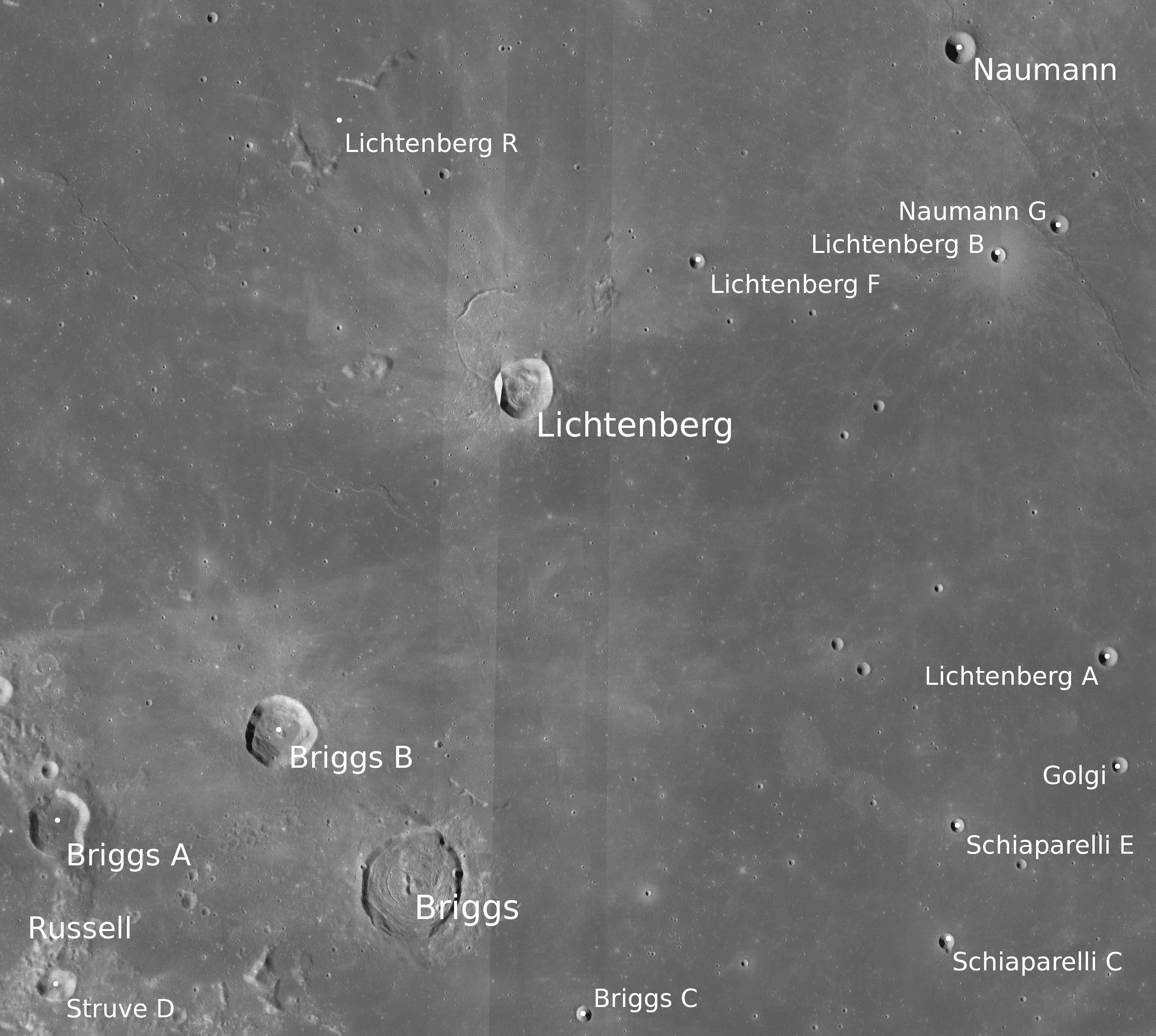
Окрестности кратера Лихтенберг. Снимок зонда Lunar Reconnaissance Orbiter.

Ближайшими соседями кратера являются кратер Науман на северо-востоке; кратер Гольджи на востоке-юго-востоке; кратер Бригс на юге и кратер Расселл на юго-западе. Селенографические координаты центра кратера 31°51′ с. ш. 67°43′ з. д. / 31,85° с. ш. 67,72° з. д., диаметр 19,5 км, глубина 2,77 км.
Кратер Лихтенберг имеет циркулярную форму c небольшим выступом в северо-восточной части и практически не разрушен. Вал с четко очерченной острой кромкой и гладким внутренним склоном, у подножия которого находится кольцо осыпей. Высота вала над окружающей местностью достигает 600 м, объем кратера составляет около 240 км³. Дно чаши пересеченное, без приметных структур. Вал и чаша кратера имеют сравнительно высокое альбедо, что характерно для молодых кратеров. Кратер перекрывает юго-восточную часть останков безымянного кратера.
Кратер Лихтенберг имеет систему ярких лучей распространяющихся в северном и западном направлении. В южном и восточном направлении лучи перекрыты отложениями базальтовых пород лунного моря, которые являются одними из самых молодых отложений базальтовой лавы на Луне представляя значительный интерес для селенологов.

## Сателлитные кратеры
| Лихтенберг | Координаты                                            | Диаметр, км |
| ---------- | ----------------------------------------------------- | ----------- |
| A          | 28°58′ с. ш. 60°07′ з. д. / 28,97° с. ш. 60,11° з. д. | 6,9         |
| B          | 33°15′ с. ш. 61°31′ з. д. / 33,25° с. ш. 61,52° з. д. | 4,9         |
| F          | 33°11′ с. ш. 65°27′ з. д. / 33,19° с. ш. 65,45° з. д. | 5,2         |
| H          | 31°31′ с. ш. 58°54′ з. д. / 31,52° с. ш. 58,9° з. д.  | 4,2         |
| R          | 34°35′ с. ш. 70°04′ з. д. / 34,58° с. ш. 70,06° з. д. | 30,3        |

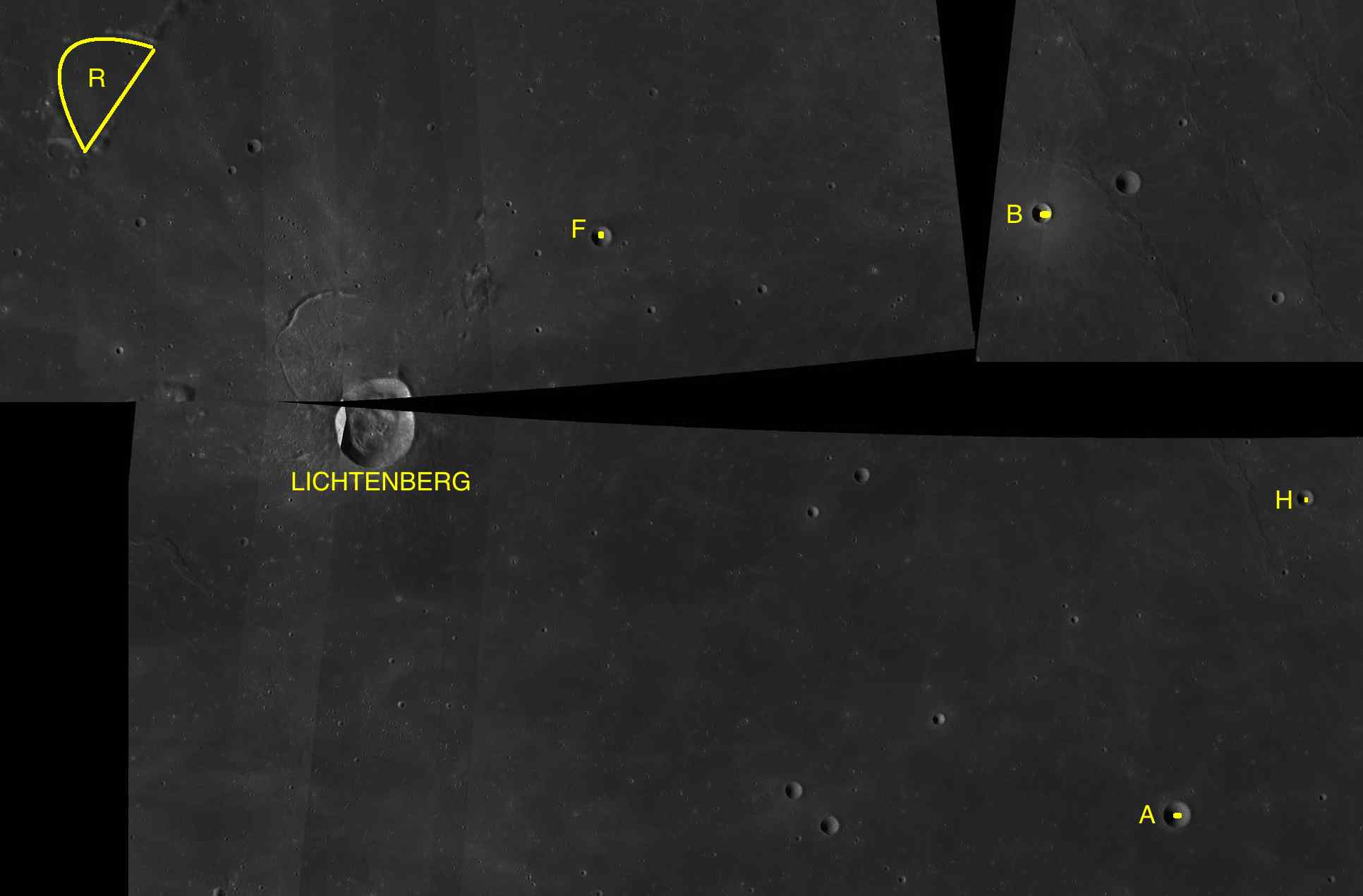
Фрагменты карт LAC-22, LAC-23, LAC-38.

- Сателлитный кратер Лихтенберг B включен в список кратеров с яркой системой лучей Ассоциации лунной и планетарной астрономии (ALPO)[5]. Породы выброшенные при образовании кратера сформировали дюнообразные структуры, механизм появления таких структур не выяснен.

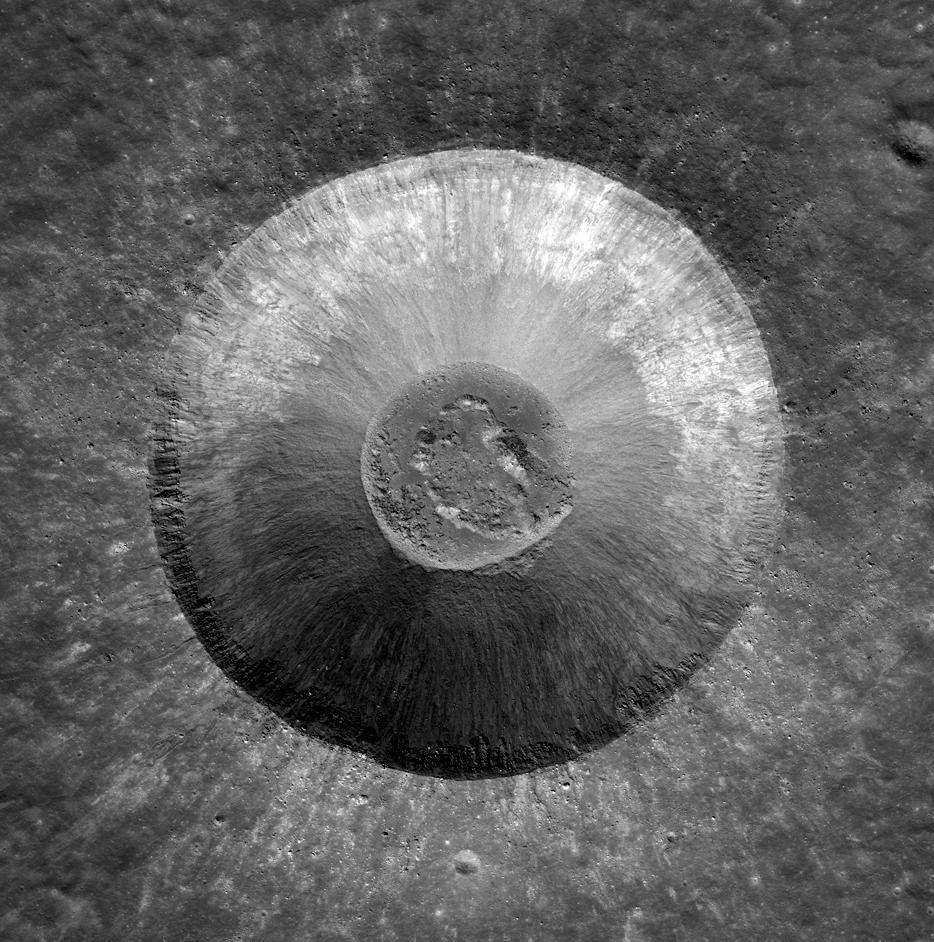
Сателлитный кратер Лихтенберг B. Снимок зонда Lunar Reconnaissance Orbiter.

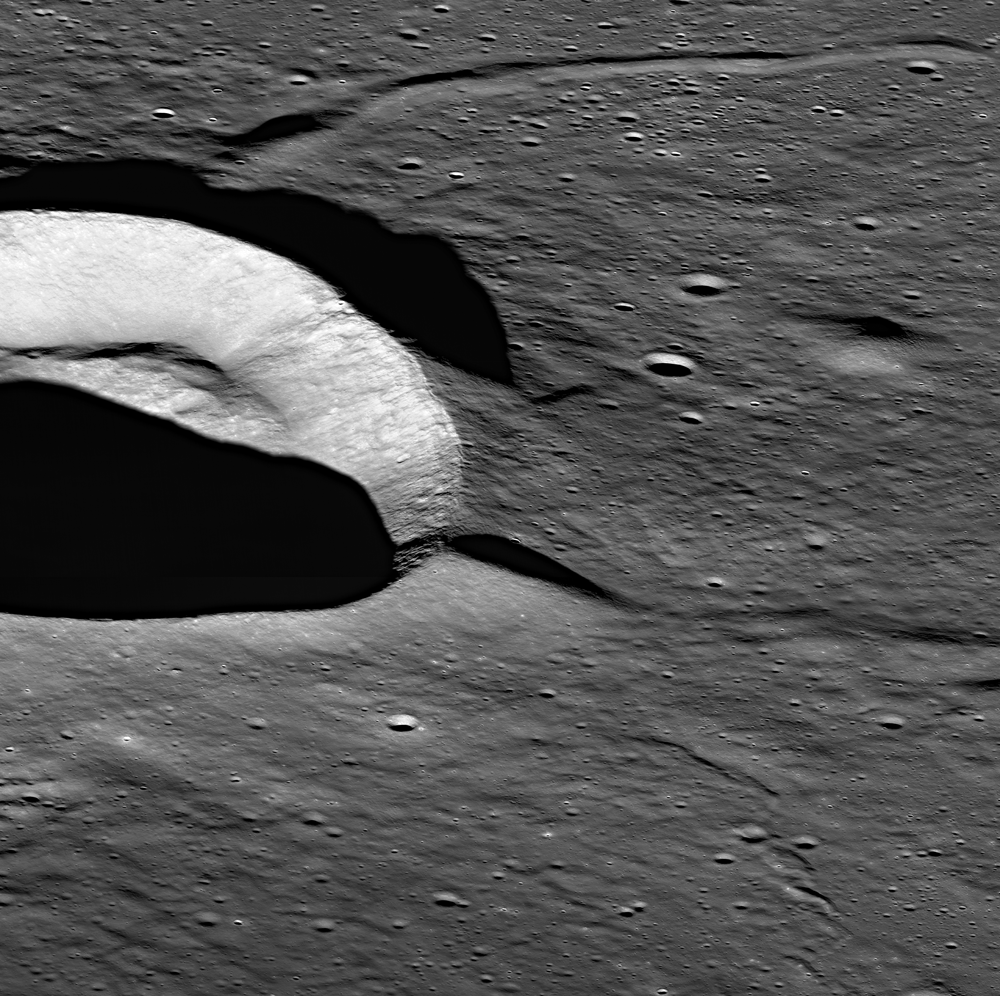
Снимок кратера Лихтенберг зонда Lunar Reconnaissance Orbiter. Ширина снимка 22 км. Север справа внизу.

- Сателлитный кратер Лихтенберг G в 1973 г. переименован Международным астрономическим союзом в кратер Хьюмасон.

## Кратковременные лунные явления
В кратере Лихтенберг наблюдались кратковременные лунные явления в виде пятен красноватого цвета.

## См.также
- Список кратеров на Луне
- Лунный кратер
- Морфологический каталог кратеров Луны
- Планетная номенклатура
- Селенография
- Минералогия Луны
- Геология Луны
- Поздняя тяжёлая бомбардировка